# Лигаири, Норман
Норман Армстронг Сенибизи Лигаири (англ. Norman Armstrong Senibici Ligairi, родился 29 января 1976 года) — фиджийский регбист, выступавший на позиции замыкающего (фуллбэка) и крыльевого (винга). Играл за сборные Фиджи по регби-15 и по регби-7; является единственным игроком сборной Фиджи, который занёс две попытки в матче против «Олл Блэкс».

## Игровая карьера
Известен по выступлениям за фиджийский любительский клуб округа Надрога и ряд профессиональных команд: английский клуб «Харлекуинс», японский «Секом Раггатс» и французские клубы «Брив Коррез» и «Ла-Рошель». Участвовал в розыгрыше Кубка Фэйрбразера — Салливана в матче против фиджийского клуба округа Нанди в бытность игроком Надроги и на последней минуте неудачно пробил штрафной, не позволив команде сравнять счёт и в итоге став виновником поражения.
Дебютную игру провёл за сборную Фиджи 26 мая 2000 года в Нукуалофа против Тонга, сыграв ещё 4 матча в том же году. В 2001 году провёл пять встреч за сборную, в июне 2002 года провёл серию тест-матчей — в том числе игру 29 июня 2002 года против Новой Зеландии, когда положил сразу две попытки против «Олл Блэкс» и стал первым и единственным фиджийцем, которому это удавалось. В ноябре того же года — три матча из турне по Европе против Уэльса, Ирландии и Шотландии. В 2003 году участвовал в контрольных матчах против Аргентины и Чили, после чего был заявлен на чемпионат мира в Австралии; отметился занесением двух попыток в игре против Японии. В 2004 году Лигаири сыграл два матча за сборную тихоокеанского региона «Пасифик Айлендерс» против Австралии и ЮАР. В 2005 году провёл 8 игр, в том числе участвовал в ноябрьском турне фиджийцев по Европе. В 2006 году выступил на Кубке пяти тихоокеанских наций за Фиджи; вплоть до 2007 года оставался твёрдым игроком основы на позиции фуллбэка в составе Фиджи. По числу попыток за сборную занимает 4-е место (17 попыток на 24 ноября 2018 года), по числу очков — 9-е место (85 очков на 24 ноября 2018 года). Последнюю игру отыграл 27 ноября 2010 года против Италии.
В сборной Лигаири отличался высокой скоростью, силой и умением играть в обороне, а также хорошо владел мячом. В 2003 году в игре чемпионата мира против Японии он на правом фланге пробросил ногой мяч вперёд, а затем догнал его почти у зачётной линии и успел занести попытку.
В составе сборной по регби-7 Лигаири участвовал в серии турниров, став серебряным призёром Игр Содружества 2002 и бронзовым призёром Игр Содружества 2006. В 2000 году участвовал в турнирах в Гонконге и Мелрозе.

## Личная жизнь
Младший сын преподобного Эпи Нгаидаму Лигаири, священника евангелистской Церкви полноценной жизни; внучатый племянник Илисони Лигаири, майора Особой воздушной службы и начальника службы безопасности. Супруга — доктор Лелеа Наикатини Лигаири, врач-офтальмолог больницы города Сува и обладатель титула «Мисс Сува — 2003». Воспитывают сына.
Семья Лигаири проживает в деревне Вануа Леву. Любимое блюдо — кокода, любимая музыка — госпел. Своим регбийным кумиром называет Вайсале Сереви, своим лучшим воспоминанием — две попытки, занесённые против «Олл Блэкс».